# Mahamadou Issoufu
Mahamadou Issoufu (Dandadji, Níger, 1 de enero de 1952) es un político nigerino, ex Presidente de Níger. Fue dirigente de la oposición al presidente Mamadou Tandja, primer ministro entre 1993 y 1994 y presidente de la asamblea entre 1995 y 1996. Candidato presidencial en 1993. Llegó a la segunda ronda en las elecciones de 1999 y 2004, se volvió a presentar en las elecciones de 2011 logrando la victoria luego del golpe de Estado que derrocara a Mamadou. Reelecto en 2015, cesó en 2021. Se le ha dado el nombre de Zaki (león, en idioma hausa).

## Biografía
Mahamadou Issoufu nació en 1952, en el pequeño pueblo de Dandadji, en la región de Tahoua, en Níger. Director Nacional del Ministerio de Minas y Energía desde 1980 hasta 1985 y luego director de Operaciones de Minas Arlit, entonces llamado Liga de Minas de Aire, donde estuvo hasta 1991, cuando se preocupa por la política.

## Carrera política
En 1990, una época de relativa democracia en el país, logró formar junto a sus antiguos compañeros de la Universidad y el Liceo el Partido Nigerino para la Democracia y el Socialismo, de forma socialista.
Por su partido, participó en todas las elecciones democráticas multipartidistas celebradas en el país desde la Conferencia Nacional Soberana, 1992. En las elecciones de ese año se presenta y queda en el tercer lugar, después de Tandja Mamadou y Mahamane Ousmane. Su partido se ha aliado con el CDS y el ANDP, formando un Grupo llamado Alianza de la Fuerza del Cambio, que permitió la elección de Ousmane en 1994.
Nombrado Primer ministro, la alianza con el CDS y el ANDP se rompió en 1995 y Issoufu tuvo que dimitir. Las nuevas elecciones lo llevaron a tomar el cargo de Presidente de la Asamblea en 1995, hasta enero de 1996 con la llegada de la dictadura militar dirigida por Ibrahim Baré Mainassara. 
Se presenta nuevamente en las elecciones democráticas celebradas en 1999, llegando a la segunda vuelta, ganando Mamadou Tandja. Tras convertirse en opositor a Tandja, toma el poder en la asamblea Nacional hasta 2009. Tras haber decidido Tandja permanecer en el poder y ser derrocado, Issoufu se une al movimiento contra el plan Tazartche de Tandja. 
Se presentó en las elecciones presidenciales de 2011, en las cuales resultó vencedor en segunda vuelta con un 58% de los votos. Tras la entrega del poder por parte de la Junta Militar encabezada por Salou Djibo, la cual había derrocado a Mamadou Tandja luego de 10 años en el poder, asume el cargo de Presidente de Níger el 7 de abril de 2011.